# Markušovce
Markušovce este o comună slovacă, aflată în districtul Spišská Nová Ves din regiunea Košice, pe malul râului Hornád. Localitatea se află la altitudinea de 425 m deasupra n.m., se întinde pe o suprafață de 18,51 km2 și în 2017 număra 4.469 de locuitori.

## Istoric
Localitatea Markušovce este atestată documentar din 1289.

## Demografie
| An:                | 1994 | 2004    | 2014    | 2024    |
| ------------------ | ---- | ------- | ------- | ------- |
| Număr de persoane: | 2835 | 3533    | 4252    | 4843    |
| Diferență:         |      | +24,62% | +20,35% | +13,89% |

| An:                | 2023 | 2024   |
| ------------------ | ---- | ------ |
| Număr de persoane: | 4796 | 4843   |
| Diferență:         |      | +0,97% |